# Monniotus australis
Monniotus australis is een zakpijpensoort uit de familie van de Protopolyclinidae. De wetenschappelijke naam van de soort is, als Euherdmania australis, voor het eerst geldig gepubliceerd in 1957 door Kott.